# Coenochilus punctipennis
Coenochilus punctipennis är en skalbaggsart som beskrevs av Moser 1912. Coenochilus punctipennis ingår i släktet Coenochilus och familjen Cetoniidae. Inga underarter finns listade i Catalogue of Life.